# Santo Apolinário nas Termas Neronianas-Alexandrinas (diaconia)
Santo Apolinário nas Termas Neronianas-Alexandrinas (em latim, S. Apollinaris ad Thermas Neronianas-Alexandrinas) é uma diaconia instituída em 26 de maio de 1929, pela constituição apostólica Recenti conventione, do Papa Pio XI, como restauração do antigo título de Santo Apolinário, criado pelo Papa Leão X em 6 de julho de 1517 e suprimido pelo Papa Sisto V em 13 de abril de 1587, pela constituição apostólica Religiosa. Com base no artigo 15 da concordata entre a Santa Sé e a Itália, ficaria assim suprimida a diaconia de Santa Maria dos Mártires. Seu nome é uma referência às Termas de Nero (ou "Alexandrinas") nas imediações.
A igreja titular deste titulus é Sant'Apollinare alle Terme.

## Titulares presbíteros protetores
- Giovanni Battista Pallavicino (1517-1524)
- Giovanni Domenico de Cupis (1524-1529)
- Antonio Sanseverino, O.S.Io.Hieros. (1530-1534)
- Agostino Spinola (1534-1537)
- Giacomo Simonetta (1537-1539)
- Gasparo Contarini (1539-1542)
- Uberto Gambara (1542-1544)
- Niccolò Ardinghelli (1544-1547)
- Robert de Lénoncourt (1547-1555)
- Carlos de Lorena-Guise (1555-1575)
- Título suprimido em 1587

## Titulares diáconos protetores
- Vacante (1929-1935)
- Domenico Jorio (1935-1946); título pro illa vice (1946-1954)
- Domenico Tardini (1958-1961)
- Joaquín Anselmo María Albareda, O.S.B. (1962-1966)
- Pericle Felici (1967-1979); título pro illa vice (1979-1982)
- Aurelio Sabattani (1983-1993); título pro illa vice (1993-2003)
- Jean-Louis Pierre Tauran (2003-2014); título pro hac vice (2014-2018)
- Raniero Cantalamessa, O.F.M.Cap. (2020-)